# 2011年福井県知事選挙
2011年福井県知事選挙（2011ねんふくいけんちじせんきょ）は、2011年（平成23年）4月10日に執行された福井県知事を選出するための選挙。第17回統一地方選挙の日程で行われた。

## 概要
現職の西川一誠の任期満了に伴う知事選挙。3選を目指す西川と、共産党公認の宇野の2氏が立候補し、前回の知事選と同じ顔ぶれによる一騎討ちとなった。主な争点は、全国で最多となる14基もの原発を抱える福井での、福島第一原子力発電所事故を受けた今後の原子力政策など。
各党の対応は、共産党が宇野を公認候補として擁立。政権与党の民主党の県連と野党の自民・公明両党が相乗りで西川を推薦。「各党相乗りの現職」と「共産党公認候補」の一騎討ちという前回同様の構図が出来上がった。この他、連合福井と県農政連（JA）は西川の推薦を決定している。
また、この知事選では自民党衆議院議員で福井2区選出の山本拓が立候補を検討していたが、その後谷垣禎一総裁などの説得により、立候補を撤回した。

## 選挙データ

### 告示日
- 2011年（平成23年）3月24日[8]

### 執行日
- 2011年（平成23年）4月10日[8]
- 当日の投票時間帯:午前8時30分 ~ 午後8時
- 期日前投票:3月25日 ~ 4月9日

### 同日選挙
- 福井県議会議員選挙（任期満了に伴う、4月1日 告示）[9]

## 立候補者
3月24日の立候補届出締め切りまで立候補を届け出たのは以下の2名である。立候補届け出順。
| 候補者名（読み）               | 年齢 | 新旧 | 党派                                       | 肩書き           |
| ------------------------------ | ---- | ---- | ------------------------------------------ | ---------------- |
| 宇野邦弘 （うの くにひろ）     | 59   | 新   | 日本共産党                                 | 共産党県常任委員 |
| 西川一誠 （にしかわ いっせい） | 66   | 現   | 無所属 （自民党、公明党、民主党県連 推薦） | 福井県知事       |

### 選挙のタイムライン
- 2010年11月12日 - 山本拓が、鯖江市内の支援グループから知事選に立候補するよう要請されたことに対し、出馬を検討していることを表明。[6]
- 2010年11月26日 - 現職の西川が県議会で、3選をめざし出馬することを表明。[11]
- 2011年1月6日 - 連合福井が西川の推薦を決定。[5]
- 2011年1月7日 - 県農政連（JA）が西川の推薦を決定。[5]
- 2011年1月12日 - 立候補に意欲を示していた山本拓が、谷垣禎一自民党総裁らの説得により、出馬を断念したことを表明。[7]
- 2011年1月29日 - 自民党は福井市内で執行部会を開き、西川を推薦することを決定。[3]
- 2011年2月14日 - 民主党県連が西川を推薦することを決定。[4]
- 2011年2月18日 - 宇野が県庁で会見を開き、共産党公認で出馬することを表明。[2]
- 2011年3月24日 - 告示。現職と新人による一騎討ちに。[1]
- 2011年4月10日 - 投開票。

## 選挙結果

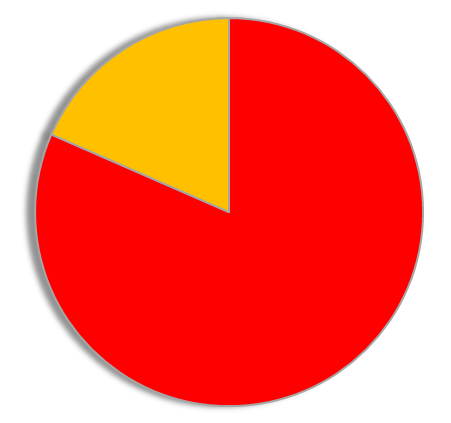
各候補の得票率（得票数の多かった順）

投票率は58.05%で、前回2007年の59.83%を下回り、過去2番目に低い投票率であった（前回比 -1.78%）。当日の有権者数は64万6398人で投票者数は37万5233人であった。
候補者別の得票数の順位、得票数、得票率、惜敗率、供託金没収概況は以下のようになった。供託金欄のうち「没収」とある候補者は、有効投票総数の10%を下回ったため全額没収された。惜敗率は未発表のため暫定計算とした（小数3位以下四捨五入）。
|      | 順位 | 候補者名  | 党派       | 新旧 | 得票数  | 得票率 | 惜敗率 | 供託金 |
| ---- | ---- | --------- | ---------- | ---- | ------- | ------ | ------ | ------ |
| 当選 | 1    | ■西川一誠 | 無所属     | 現   | 298,307 | 81.56% | ----   |        |
|      | 2    | ■宇野邦弘 | 日本共産党 | 新   | 67,459  | 18.44% | 22.61% |        |

現職の西川は、民主・自民・公明の3党の支持基盤の元、各種団体の支援を受け、確実に組織票をまとめ上げて圧勝した。共産党公認の宇野は、『脱原発』を掲げ、県内にある高速増殖炉「もんじゅ」の永久停止や県内原発の増設や稼働の停止などを訴え、原発の安全性に対する不安の受け皿となったが及ばなかった。